# Akumal
Akumal bezeichnet eine kleine Stadt mit Stränden und Resorts an der mexikanischen Karibikküste zwischen Playa del Carmen und Tulum im Municipio Tulum. Im Hinterland bei der Landstraße 307 befindet sich der Teil von Akumal, der ursprünglich als Wohngebiet der Hotelangestellten gedacht war, mittlerweile aber auch Hotels und Ferienhäuser beherbergt.
Akumal ist vor allem bekannt für die Beobachtung von Meeresschildkröten, die in der angrenzenden Bucht von Schnorchlern beobachtet werden können. In der näheren Umgebung befinden sich mehrere Dolinen, hier Cenote genannte Einsturztrichter von Höhlen im Kalkstein.

## Geografie
Akumal umfasst die Bahía de Akumal, nördlich davon die Bahía de la Media Luna und an deren Ende die Lagune von YalKu. Südlich davon befindet sich die Bahía de Jade und die Bahía Sur.

## Geschichte
Akumal wurde im Jahr 1958 von Tauchern des CEDAM (Club de Exploración y Deportes Acuáticos de México) gegründet, noch lange bevor Cancún als Touristenzentrum entwickelt wurde. Zu dieser Zeit gab es noch keine Straßenverbindung nach Akumal. Große Mengen an Stechmücken aus den Sümpfen im Hinterland verhinderten jedoch eine zu starke touristische Entwicklung.

## Galerie

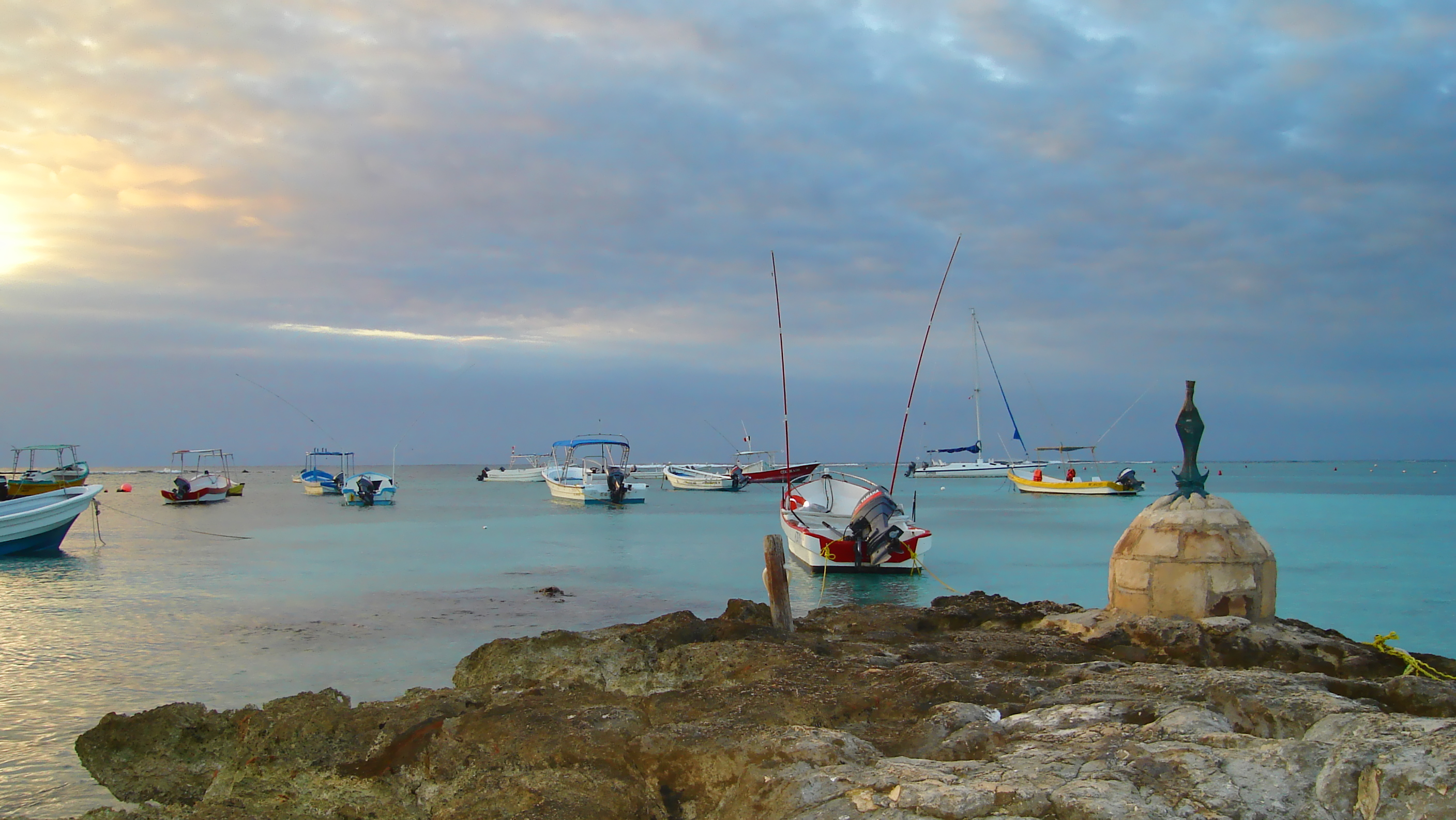
Hafen
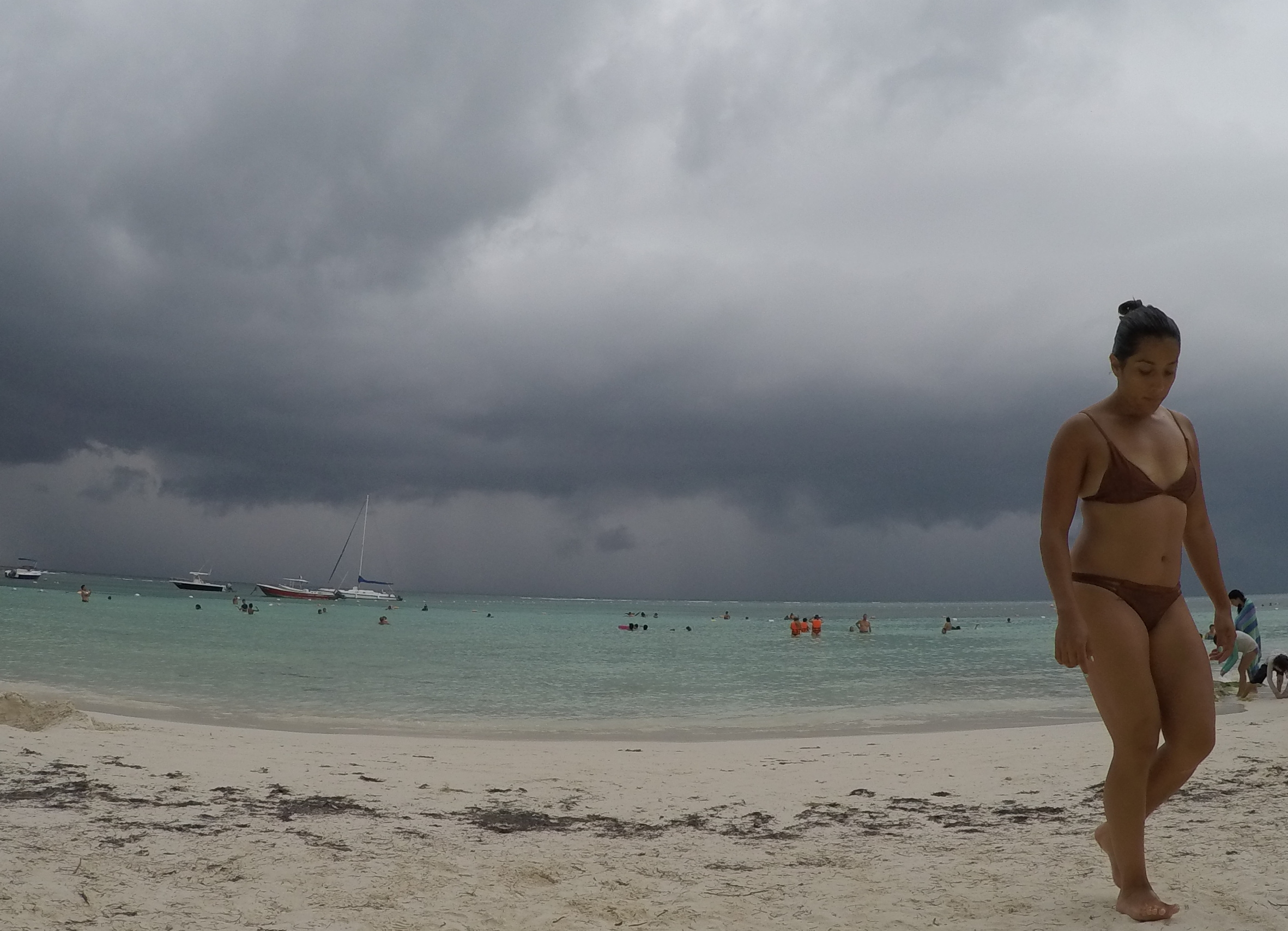
Bahía de Akumal
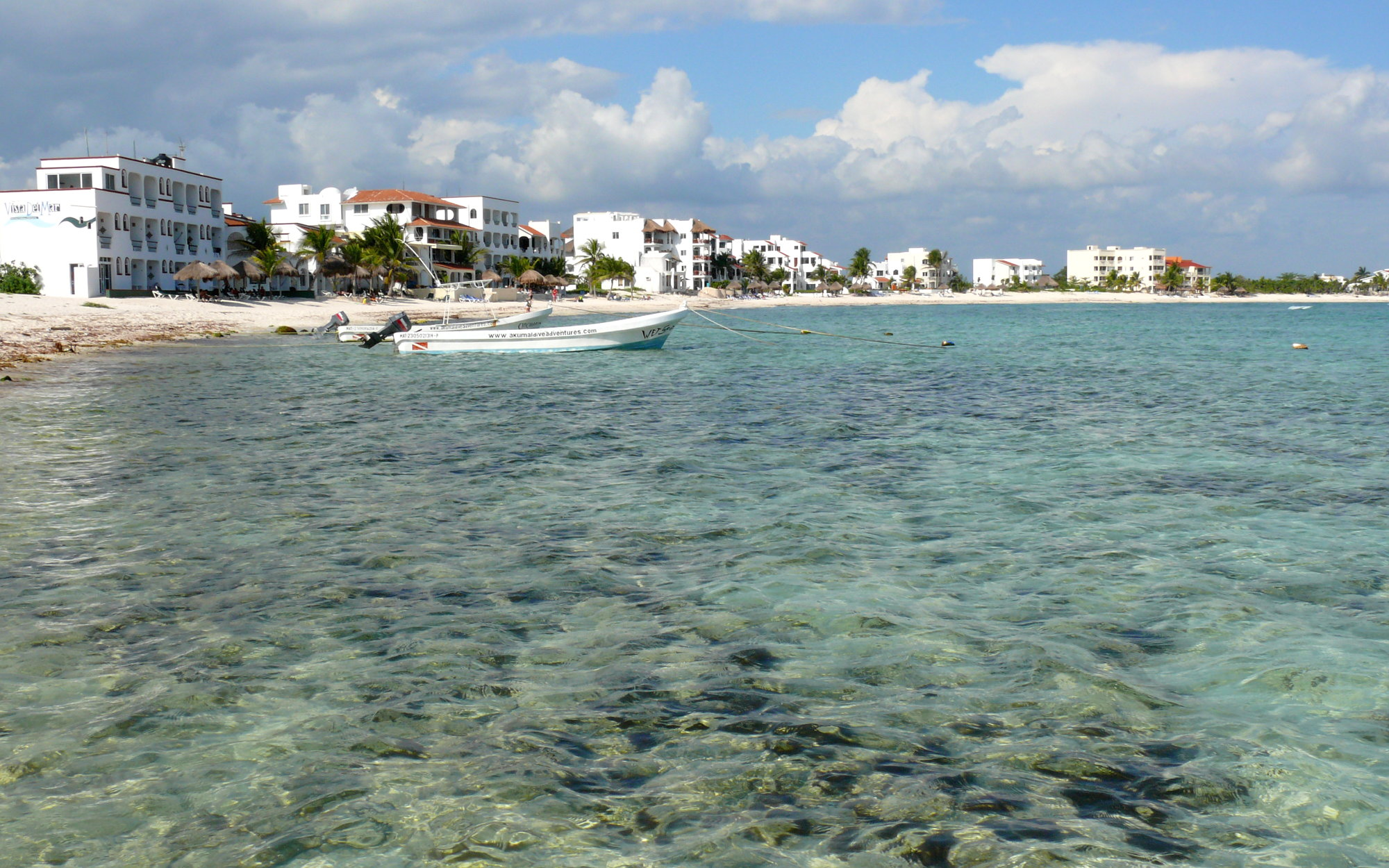
Bahía de la Media Luna
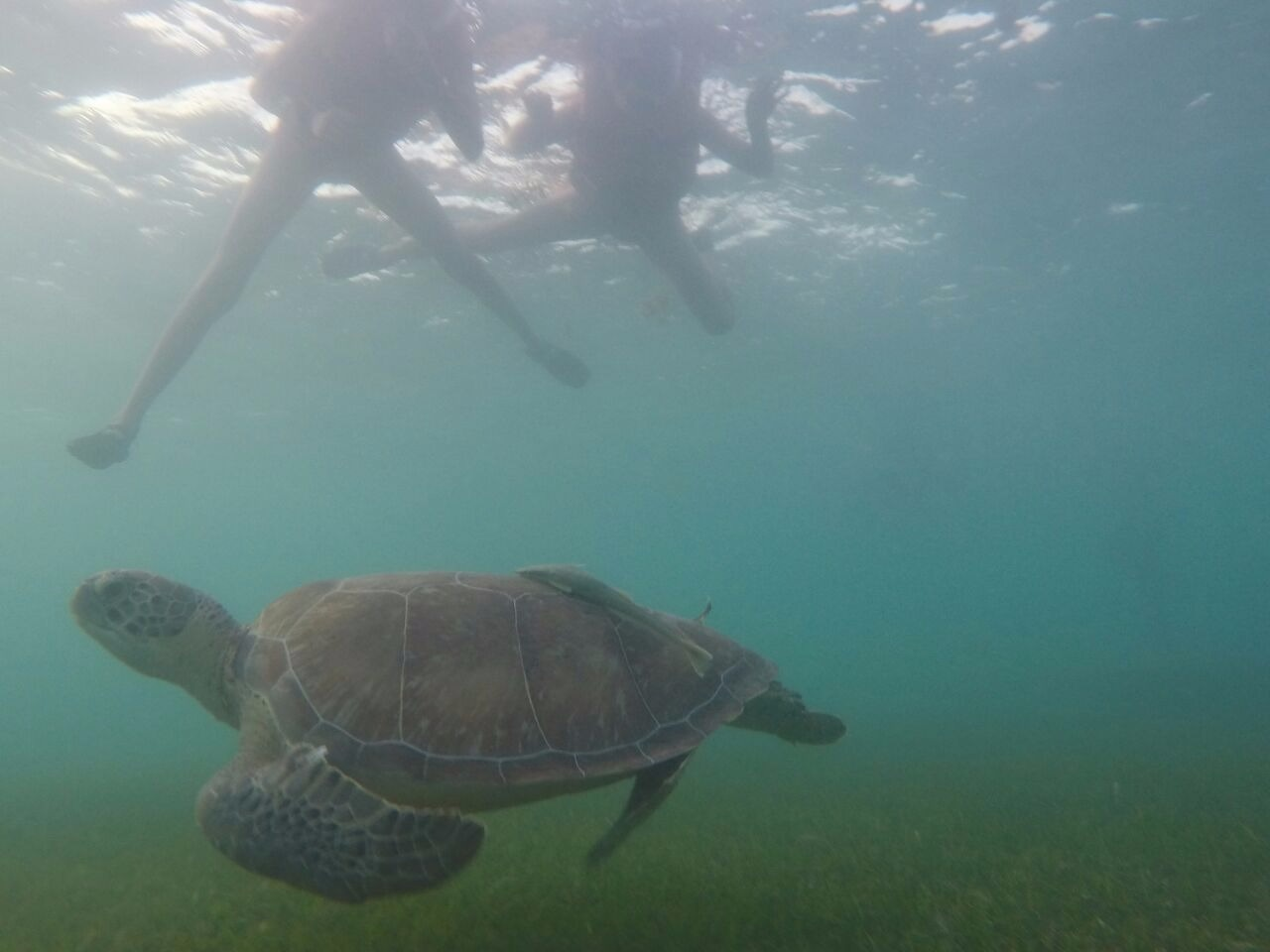
Schnorcheln mit Meeresschildkröten